# Cupido (género)
Cupido é um género de borboleta licaenídea. O subgénero Everes (Hübner, [1819]) está aqui incluído. A maioria das espécies habitam Europa e Ásia. Há duas espécies presentes no Norte da América e uma na Austrália.

## Espécies[3]
- Cupido alaina (Staudinger, 1887) Alai, Darvaz, Pamir
- Cupido alcetas
- Cupido amyntula
- Cupido argiades
- Cupido buddhista (Alphéraky, 1881) – Ásia Central
- Cupido carswelli Stempffer, 1927 – Espanha
- Cupido comyntas
- Cupido decolor (Staudinger, 1886)
- Cupido decolorata (Staudinger, 1886) – Balcãs e Europa oriental.
- Cupido gisela (Püngeler, 1901) – Tibete
- Cupido lacturnus
- Cupido lorquinii (Herrich-Schäffer, [1851]) – Norte de África e Espanha
- Cupido minimus – Europa, Ásia Menor, Sibéria e  Mongólia
- Cupido myrrha[4]
- Cupido osiris – Europa, Ásia Menor, Sibéria e  Mongólia
- Cupido peri Zhdanko, 2000 Alai, Darvaz
- Cupido prosecusa (Erschoff, 1874) Ásia Central
- Cupido staudingeri (Christoph, 1873) – Ásia Menor
- Cupido tusovi Lukhtanov, 1994 Montanhas Altai